# Han Kovač à Valjevo
Le han Kovač à Valjevo (en serbe cyrillique : Ковачев хан у Ваљеву ; en serbe latin : Kovačev han u Valjevu) se trouve à Valjevo, dans le district de Kolubara en Serbie. Il est inscrit sur la liste des monuments culturels protégés de la République de Serbie (identifiant no SK 583),.

## Présentation
Le han (caravansérail) remonte au début du XIXe siècle. Il est constitué d'un rez-de-chaussée et d'un étage et possède un toit en pente douce recouvert de tuiles. L'espace intérieur a été conçu en fonction de son utilisation en tant qu'auberge. Avec le temps, le bâtiment subi quelques modifications mais son apparence originelle reste inchangée, ce qui en fait un des édifices les plus caractéristiques de la vieille čaršija de Tešnjar à Valjevo.